# Нордерфридрихског
Нордерфридрихског (нем. Norderfriedrichskoog) — община в Германии, в земле Шлезвиг-Гольштейн.
Входит в состав района Северная Фризия. Подчиняется управлению Айдерштедт. Население составляет 40 человек (на 31 декабря 2010 года). Занимает площадь 5,31 км².
Официальным языком в населённом пункте, помимо немецкого, является севернофризский.